# Бандейранти
Бандейранти (порт. bandeirantes locally [bɐ̃dejˈɾɐ̃tʃis]) — бразильські колоніальні дослідники нових територій, що брали участь в дослідницьких експедиціях, bandeiras. Завдяки їм, територія Бразилії розширилася від відносно невеликої португальської колонії, обмеженої Тордесільяською лінією, приблизно до розмірів сучасної Бразилії, що займає майже половину континенту. Дослідження бандейрантів та це територіальне розширення призвели до знаходження значних запасів природних ресурсів, зокрема золота, які забезпечили економічний успіх Португалії протягом XVII–XVIII століть.